# Argoementy i Fakty

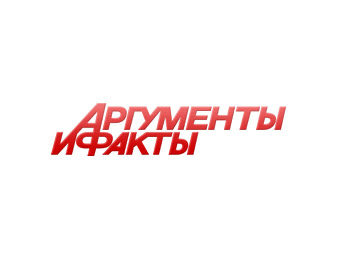
Logo

Argoementy i Fakty (Russisch: Аргументы и Факты; "argumenten en feiten"), afgekort AIF (АИФ), is een Russisch-talig weekblad uit Moskou, dat het meestgelezen blad van Rusland is. Daarnaast is het een Russische en wereldwijde uitgeverij. De hoofdredacteur was in 2007 Nikolaj Zjatkov. Het bedrijf is eigendom van de Russische Promsvjazbank.

## Geschiedenis
Argoementy i Fakty werd opgericht in 1978 als staatsblad door de Russische organisatie Znanieje ("Kennis") voor het leveren van statistische en ander moeilijk verkrijgbaar materiaal uit de Sovjet-staatspers aan propagandamakers. In 1980 werd het een weekblad dat alleen na inschrijving en alleen binnen gesloten kringen van spindoctors kon worden gelezen. Vanaf 1985, toen het blad een oplage van 1,5 miljoen had, werd de AIF een van de belangrijkste organen van de glasnost en groeide uit tot het grootste blad van de Sovjet-Unie. Het blad publiceerde in 1988 een opiniepeiling waaruit bleek dat de populariteit van Sovjetleider Michail Gorbatsjov daalde, waarop deze dreigde om hoofdredacteur Vladislav Starkov te ontslaan. De media ontketende echter een rel waarop Gorbatsjov zijn dreigement niet durfde uit te voeren. In 1990 werd het blad opgenomen in het Guinness Book of Records als het blad met de hoogste oplage ter wereld met ruim 33,5 miljoen exemplaren. Onder het premierschap van Jegor Gajdar werden echter de druk- en papierprijzen vrijgegeven, waardoor ook de indirecte Staatssteun verdween. Hierdoor daalde de oplage van de AIM. In 1992 gaf het blad haar eerste regionale bijlage uit in Irkoetsk, gevolgd door vele andere Russische regio's (begin 2007 had het blad regionale bijlagen voor 65 van de toen 88 deelgebieden). In 2000 was het blad actief in meer dan 52 landen.

## Kerngegevens
Argoementy i Fakty verschijnt eenmaal per week op A3-formaat in kleur met een huidige oplage van naar eigen zeggen 2,98 miljoen exemplaren, met ten minste 10 miljoen lezers (2006). Volgens het Russische mediaonderzoekscentrum Comcon zijn het er echter minder; ruim 7,66 miljoen lezers, waarmee het nog steeds het meestgelezen blad van Rusland is.
Het blad heeft regionale uitgaven in Moskou, Sint-Petersburg, Tbilisi (Georgië) en Wit-Rusland en een tijdschrift voor Europa (AIF Jevropa ("AIF Europa") in de Duitse stad Wiesbaden). Daarnaast heeft het blad thematische uitgaven over de thema's "gezondheid", "de datsja", "moeder en dochter" en een kinderuitgave.

## Politieke tendens
In de jaren van de glasnost was AiF een uiterst hervormingsgezind blad. Tegenwoordig beoefent de redactie echter – zoals dat bij verreweg de meeste Russische media het geval is – een sterke mate van zelfcensuur. Kritische noten ontbreken niet, maar zijn goed weggestopt tussen de regels door.